# Бейл, Ринус
Маринус (Ринус) Франсискус Бейл (нидерл. Marinus "Rinus" Franciscus Bijl; 24 декабря 1913 года, Амстердам — 3 июня 1961 года, Ньювер-Амстел) — нидерландский футболист и тренер.

## Детство и юность
Маринус Франсискус Бейл родился 24 декабря 1913 года в городе Амстердам, в семье Йохана Бейла и Йоханны Христины Схаутен, он был самым младшим из троих детей. Его отец довольно рано женился, Йохану было 18 лет, а матери 16. Их свадьба состоялась 3 октября 1907 года, хотя их первенец появился ещё до брака, 22 апреля 1906 года у них родился сын, которого они назвали Ян Николас.
Вторым ребенком в семье стала девочка, которую назвали Мария Франсина. Она родилась 28 декабря 1908 года. Маринус появился на свет за полгода до начала Первой мировой войны, своё имя он получил в честь старшего брата отца. В 1919 году вся семья Бейлов переехала на Кёйперстрат 68. 4 января 1929 года родители Маринуса развелись.

## Клубная карьера

### «Вринденсар»
Футбольную карьеру Ринус начал в 1932 году вместе со своим братом Яном. Их первой командой стал клуб «Вринденсар» из города Кюлемборга. В это время главным тренером команды был Долф ван Кол, бывший игрок амстердамского «Аякса» и сборной Нидерландов.
Братья Бейлы довольно серьёзно усилили команду. «Вринденсар» становился чемпионом третьего класса в 1932, 1933 и 1934 годах, но в матчах за место во втором классе команда неизменно проигрывала. В 1935 году «Вринденсар» в четвёртый раз в подряд одержал победу в третьем классе и завоевал право участвовать в матче за путёвку во второй класс.
Соперником клуба из Кюлемборга стала команда ХВК. В историческом матче, состоявшемся 19 мая 1935 года в Амерсфорте, футболисты «Вринденсара» одержали победу со счётом 0:2. На матче присутствовало более семи тысяч зрителей, среди которых было 90% болельщиков из Амерсфорта и 10% из Кюлемборга. В составе «Вринденсара» голами отметились Кес ван Линт и Вим ван ’т Верлат. Однако год спустя Ринус покинул покинул команду и перебрался в амстердамский «Аякс».

### «Аякс»

#### Сезон 1937/38
Первую игру в составе «Аякса» Бейл провёл 18 апреля 1937 года против ПСВ из Эйндховена. На домашнем стадионе амстердамцы разгромили соперника со счётом 5:2, а Ринус довольно отлично проявил себя в игре. Для хозяев поля матч начался не слишком удачно, так как уже на 17-й минуте форвард ПСВ Ян ван ден Брук сумел забить гол в ворота соперника. Пропущенный гол вдохновил амстердамцев на несколько хороших атак и менее чем через три минуты «Аякс» сравнял счёт; Эрвин ван Вейнгарден смог пройти нескольких игроков и отдать пас на Бейла, который в свою очередь довёл мяч до ворот, где игроки «Аякса» в сутолоке забили гол. Сравняв счёт амстердамцы взяли игру в свои руки и уже через две минуты Пит ван Ренен забил второй мяч в ворота ПСВ; голевой пас был на счету Ринуса Бейла.
Во втором тайме у игроков «Аякса» было множество голевых моментов для взятия ворот. Спустя 15 минут после возобновления игры форвард амстердамцев Ян Герритсен забил третий мяч; в голевой атаке поучаствовал Эрвин ван Вейнгарден и Ян Стам. Забитый гол полностью сломил гостей, их оборона уже не справлялась с игроками «Аякса». Когда Ян Стам был не по правилам остановлен в штрафной площади ПСВ, главный арбитр встречи Бюссер назначил в ворота гостей пенальти, который реализовал защитник Ян ван Дипенбек. «Аякс» продолжал доминировать, и за пятнадцать минут до конца встречи Герритсен записал на свой счёт второй гол в матче, доведя победу до разгромной. Несмотря на это, игроки ПСВ смогли на исходе матча забить второй гол в ворота Геррита Кейзера; автором гола стал Виссер.

Состав «Аякса» в игре против «Фейеноорда». Верхний ряд: Ян ван Дипенбек, Ко Лоис, Вим Андерисен, Дик Бен, Ян Схюберт;
Нижний ряд: Ян Стам, Ян Герритсен, Пит ван Ренен, Геррит Кейзер, Ринус Бейл и Эрвин ван Вейнгарден.

В своей второй игре в чемпионате за «Аякс» Ринус отметился голевой передачей. Бейл отлично вписался в команду Джека Рейнолдса; сыграв пару отличных матчей Ринус даже получил вызов в сборную Амстердама. Свои первые голы за «Аякс» Бейл забил 16 мая в игре против клуба «Бе Квик» из Гронингена. На этом матче, который состоялся на стадионе «Де Мер», присутствовало около 20 тысяч болельщиков. Счёт в матче был открыт на 8-й минуте встречи; свой дебютный гол забил Бейл. За десять минут до перерыва амстердамцы провели ещё один мяч в ворота оппонента; Ян Стам вошёл в штрафную и прострелил вдоль ворот, Пит ван Ренен аккуратно пропустил мяч дальше, а Бейл завершил атаку точным ударом.
В середине второго тайма игроки «Бе Квика» смогли сократить счёт, но амстердамцы смогли удержать победу со счётом 2:1. В составе победителей лучшими были Вим Андерисен, Пит ван Ренен, Эрвин ван Вейнгарден и Ринус Бейл.
23 мая для Ринуса его команды состоялся предпоследний тур плей-офф чемпионата Нидерландов, в котором и определился чемпион страны. Для завоевания шестого чемпионского титула «Аяксу» было необходимо на своём поле обыгрывать роттердамский «Фейеноорд», который двумя месяцами ранее обыграл амстердамцев со счётом 3:0. В решающей игре первыми забили игроки «Аякса», однако гол Яна Герритсена не был засчитан из-за офсайда. «Фейеноорд» тоже проводил атаки, но оборона «Аякса» с ними надёжно справлялась. И всё же амстердамцы смогли распечатать ворота Адри ван Мале, когда отличился Ян Стам; голевой пас был на счету Пита ван Ренена. Спустя некоторое время ван Ренен начал новую голевую атаку; Пит обыграл защитника Йопа ван дер Хейде и выдал пас на Яна Стама, который, в свою очередь, смог переиграть голкипера Адри ван Мале. Благодаря этой победе «Аякс» досрочно стал чемпионом страны. В заключительном туре плей-оффа, который по своей сути ничего не решал, амстердамцы в Девентере переиграли команду «Гоу Эхед», а Бейл провёл свой очередной отличный матч.

## Достижения
Чемпион Нидерландов (2)1936/1937, 1938/1939.
Лучший бомбардир «Аякса» в сезоне (2)1938/1939, 1940/1941.

## Личная жизнь
Ринус Бейл женился 10 января 1940 года в возрасте 27-лет. Его супругой стала двадцатичетырёхлетняя Антония Гозевина ван Вюгт, дочь президента футбольного клуба «Вринденсар», родившаяся 23 сентября 1916 года в городе Кюлемборг. Их бракосочетание состоялась в родном городе невесты, однако после свадьбы они уехали жить в Амстердам, сначала Ринус с супругой проживал на улице Лютмастрат 182, а затем они переехали на Криббестрат 14.
Первым ребенком в их семье стала дочь, названная Мариной Хелми. Она родилась 11 декабря 1940 года. Вскоре семья перебралась на Криббестрат 30, именно здесь, 28 июня 1947 года, родился их сын — Андрэ Антони.